# 邢锐
邢锐(1967年12月4日—)，出生于山东济南，已退役的中国足球运动员，曾效力于山东鲁能泰山、成都五牛、长春亚泰等球队。

## 职业生涯

### 青年队
- 受父亲、足球运动员邢天恩影响，4岁起开始练习踢球。
- 1982年进入山东青年队。
- 1985年代表山东青年队在第一届全国青运会上打进四强。

### 俱乐部
- 1987年进入山东队征战甲A联赛。
- 1994年职业联赛开始后代表山东泰山及后来的山东鲁能泰山以主力中场身份征战职业联赛，并担任球队史上第一任队长。
- 1995年发挥出色，联赛打入7球，并获得中国足协杯冠军。
- 1996年入选“甲A联赛十大中场发动机”。
- 1999年转会至甲B球队成都五牛。
- 2000年受殷铁生邀请转会至长春亚泰，于2002年底退役。